# Казлино-д’Эрба
Казлино-д’Эрба (итал. Caslino d'Erba) — коммуна в Италии, располагается в регионе Ломбардия, в провинции Комо.
Население составляет 1714 человека (2008 г.), плотность населения составляет 245 чел./км². Занимает площадь 7 км². Почтовый индекс — 22030. Телефонный код — 031.
Покровителем коммуны почитается святитель Амвросий Медиоланский, празднование 7 декабря.

## Демография
Динамика населения:

## Администрация коммуны
- Официальный сайт: